# Charlotte Wiesmann

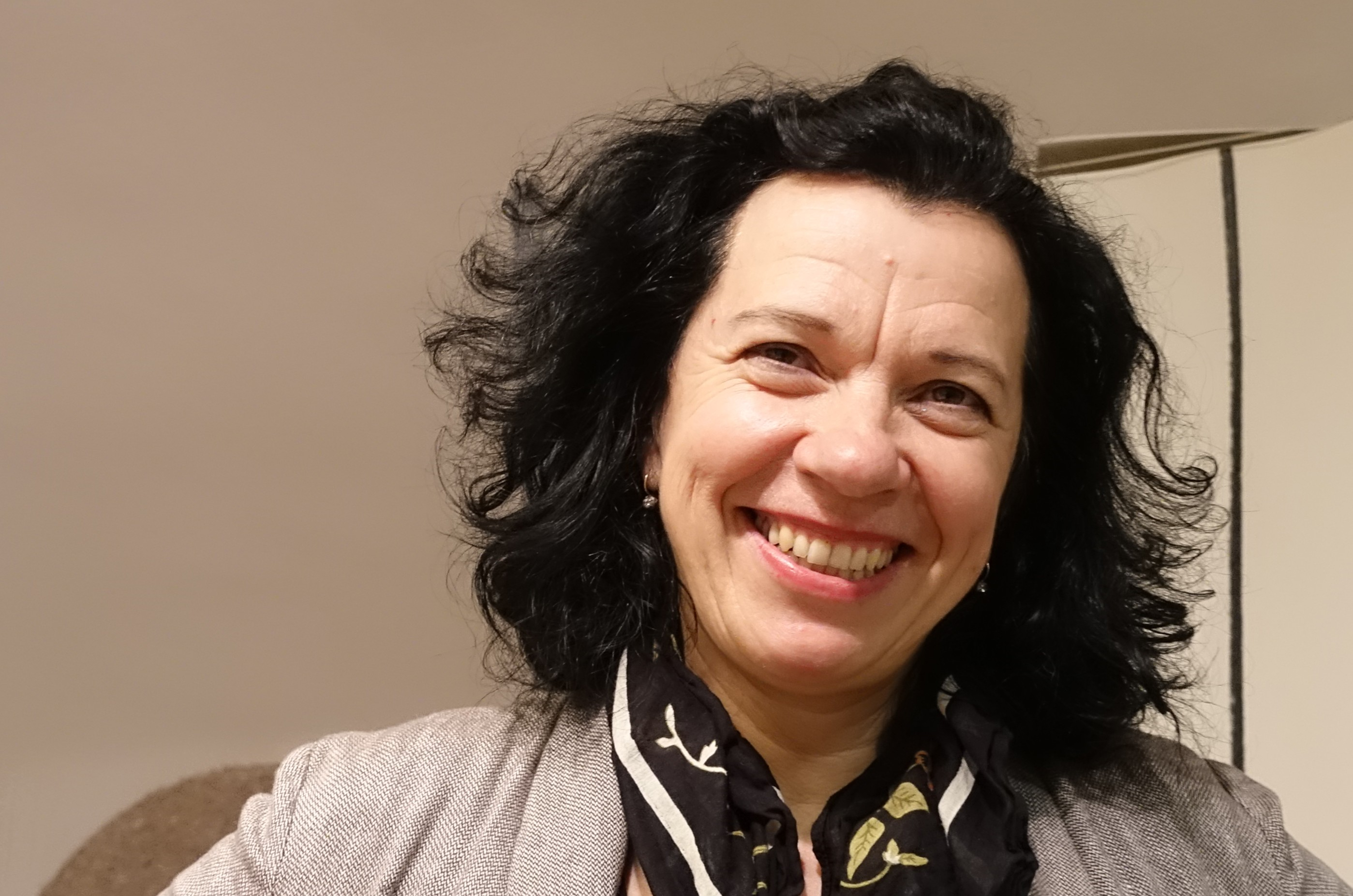
Charlotte Wiesmann (2017)

Charlotte Wiesmann (* 17. August 1961 in Grafenau) ist eine deutsch-österreichische bildende Künstlerin.

## Leben und Werk
Die Künstlerin absolvierte eine Lehre zur Keramikerin in Freising. Anschließend studierte sie an der Hochschule für künstlerische und industrielle Gestaltung Linz Keramik bei Günter Praschak. Seither ist Wiesmann freischaffend tätig.
Die Bandbreite ihrer künstlerischen Arbeiten reicht von Keramik und Skulptur, über Malerei und Zeichnung bis Fotografie und Video.
Seit 1999 realisierte sie mehrere Kunstprojekte im öffentlichen Raum und nahm an zahlreichen Symposien und Ausstellungen im In- und Ausland teil. Charlotte Wiesmann arbeitete in den Ateliers des Landes Oberösterreich in Paliano und Malo, Italien. Von 2006 bis 2018 war sie im Atelier "Kunst und Kultur – KUK Linz", einer Einrichtung von Pro mente Oberösterreich tätig.
Mehrfach wurde sie mit Ankaufspreisen bedacht, z. B.: des Bundeskanzleramtes, des Landes Oberösterreich sowie der Städte Linz, Wels und Steyr.
Charlotte Wiesmann ist Mitglied der Berufsvereinigung Bildender Künstler Oberösterreichs und des Oberösterreichischen Kunstvereins. Sie lebt und arbeitet in Linz.

## Kunst am Bau-Projekte
- 1999: Seniorenheim Wels, Neustadt
- 2001: Tonfeld-Wärmebank, Soziales Kunstprojekt im öffentlichen Raum, Landespflegeanstalt Schloss Haus, Wartberg
- 2005: Tonfeld-Wärmebank, Soziales Kunstprojekt im öffentlichen Raum, Landespflege- und Betreuungszentrum Christkindl
- 2006: Soziales Kunstprojekt, Wissensturm, Linz[1]
- 2008: Keramik-Schriftzüge der Ortschaften und Subortschaften im Gemeindezentrum Schardenberg
- 2012: Schön für besondere Menschen, Schön
- 2013: BMW Werk Steyr
- 2016: Pfarrzentrum Haibach ob der Donau[2]
- 2018: Arbeiterkammer, Bildungshaus Jägermayrhof, Linz[3]

## Ausstellungen

### Einzelausstellungen
- 1996: Galerie Berufvereinigung Bildender Künstler, Linz
- 1996: Brauhaus Galerie Freistadt, mit Thomas Steiner und Hermine Asamer
- 1998: Galerie bei den Minoriten, Graz, mit Barbara Walde
- 1999: Austrian Art Gallery, Internetgalerie [www.artformation.com]
- 1999: Rhizome, VKB-Galerie, Gmunden
- 2000: artformation, Internetgalerie [www.artformation.com]
- 2000: Charlotte Wiesmann und Elisabeth Czihak, Galerie OÖ Kunstverein, Linz
- 2001: Kunststation Kollmitzberg, NÖ, mit Thomas Steiner
- 2002: Galerie Baumgartner, Schloss Seeburg / Wallersee, mit Christine Bauer
- 2002: Künstlerpaare, Galerie Pehböck, Perg
- 2005: floating, VKB-Galerie, Gmunden, mit Thomas Steiner
- 2007: Charlotte Wiesmann und Thomas Steiner, Galerie Pimmingstorfer, Schloss Peuerbach, OÖ
- 2008: heute: sprechen, Lentos Café Restaurant, Linz, Kooperation mit OÖ Kunstverein
- 2008: Thomas Steiner und Charlotte Wiesmann, Galerie Unart, Villach
- 2008: Thomas Steiner, Charlotte Wiesmann, Galerie Zauner, Linz
- 2009: Kunst Flow, Oesterreichische Nationalbank, Linz, Linz09 Kulturhauptstadt Europas
- 2010: In Worten, Weisse Galerie, Pädagogische Hochschule der Diözese, Linz
- 2011: Charlotte Wiesmann und Thomas Steiner, 26. Grafenauer Frühling, Grafenau, Deutschland
- 2016: Charlotte Wiesmann und Thomas Steiner, Stadtturmgalerie Schwanenstadt[4]
- 2018: Charlotte Wiesmann, AK-Bildungshaus Jägermayrhof, Linz
- 2018: Charlotte Wiesmann und Thomas Steiner, Kulturhaus Stelzhamermuseum, Pramet
- 2018: Charlotte Wiesmann, Traklhaus, Salzburg
- 2019: Flexible, Vereinigung Kunstschaffender Oberösterreichs – bvoö, Linz
- 2019: Is das eh bio?, gemeinsam mit Julia Weinknecht, VKB-Bank Gmunden
- 2022: Along, Galerie 20er Haus, Ried im Innkreis[5]

### Ausstellungsbeteiligungen
- 1987: La ceramica nell`arredo urbano, Faenza, Italien (Katalog)
- 1989: Exhibiton, Joh.-Kepler-Universität, Linz
- 1996: Sichtweise, Kunstankäufe des Landes OÖ, Volkskundehaus, Ried im Innkreis (Katalog)
- 1996: Ausformungen, NÖ Dokumentationszentrum für Moderne Kunst, St. Pölten
- 1996: Keramik Skulptur Körper Volumen, Hipp-Halle Gmunden (Katalog)
- 1997: Keramik-Skulpturen, Galerie CC, Graz
- 1998: Galerie Berufsvereinigung Bildender Künstler OÖ, Linz
- 1999: Frauensprache, Galerie Eder, Linz
- 1999: Autonome Automatenkleinkunst, Universität für künstlerische und industrielle Gestaltung, Linz
- 1999: Frauen-Kultur-Woche, Brauhaus Galerie Freistadt
- 1999: Selbstporträt, Berufsvereinigung Bildender Künstler, Linz
- 1999: Linearte, Kunstmesse Landesgalerie OÖ, mit OÖ Kunstverein
- 2000: Galerie Kulturforum "Abraxas", Augsburg, mit Berufsvereinigung Bildender Künstler Oberösterreichs
- 2000: Terra 2000, Kunststation Kollmitzberg, NÖ
- 2000: Keramik, Leondinger EigenArt 2000, 44er Haus, Leonding
- 2000: Zeichnung, St.-Anna-Kapelle, Passau, mit dem OÖ Kunstverein (Katalog)
- 2001: 7 Positionen, OÖ Kunstverein im Künstlerhaus Wien (Katalog)
- 2001: Frauen-Power, Galerie Eder, Linz
- 2001: Keramik aus Österreich, Galerie Handwerk, München und Handwerksform Hannover
- 2001: Keramik-Preise 2001, Galerie im Traklhaus, Salzburg und HiPP-Halle, Gmunden (Katalog)
- 2001: Landesgalerie am OÖ Landesmuseum, Linz (Katalog)
- 2001: Beziehungsfelder, 150 Jahre Oberösterreichischer Kunstverein, Linz
- 2001: "UU" Urfahr Umgebung, Galerie Eder, Linz
- 2002: Skulpturengarten, Galerie Brunnhofer – Linz/Katsdorf, OÖ
- 2002: vom wasser bedeckt, Kunstprojekt in der Reithofferhalle Steyr (ehemals kunsthalletmp.steyr)
- 2002: Die Kleinplastik in Oberösterreich, Kiwanis Kunst-Tage, Nordico, Museum der Stadt Linz
- 2002: Alter Ego – Doppelgänger, Symposion im Kubin-Haus Zwickledt, Wernstein
- 2002: Gefäß & Plastik, Keramik Offenburg 2002, Städtische Galerie im Kulturforum, Offenburg (Katalog)
- 2002: Die Mitglieder, Galerie OÖ Kunstverein, Linz
- 2002: Der Strich, Galerie Eder, Linz
- 2002: Keramik Kunst Tage 2002, Schachen Galerie, Oensingen, Schweiz
- 2003: sensual orgy, Ausstellungsprojekt mit 9 geladenen Künstler, Galerie OÖ Kunstverein
- 2003: vom Wasser bedeckt II, Galerie Forum Wels
- 2003: Alles Keramik, Wanderausstellung der NÖArt, Dominikanerkirche Krems, Kirchschlag i. d. B.W., Purgstall, Gmunden, Klagenfurt
- 2003: Querschnitt, Kunstankäufe der Stadt Linz, Nordico, Museum der Stadt Linz (Katalog)
- 2004: vom Wasser bedeckt III, Galerie OÖ Kunstverein, Linz
- 2004: ...dieselbe Luft, Künstler Paare, Stift Reichersberg, OÖ Landesausstellung 2004
- 2004: "Alles Keramik", Wanderausstellung der NÖ Art, Schüttkasten Allentsteig, NÖ
- 2004: kunst ab...€ 99, 1. Haus-Kunst-Messe, Galerie der Stadt Wels
- 2005: transfer, Galerie Prisma, Bozen, Italien
- 2005: Ausstellung in Arbeit, Lange Nacht der Museen, Nordico, Museum der Stadt Linz. Projekt mit Monika Pichler und Margit Feyerer-Fleischanderl
- 2005: Stifter der Ordnung halber, Berufsvereinigung Bildender KünstlerInnen, Linz
- 2005: women. my generation, Museum der BesucherInnen 02, OÖ Landesgalerie, Linz
- 2006: Kunst.Messe.Linz 2006, Landesgalerie am Landesmuseum OÖ, Linz
- 2006: Horror Vacui, Galerie OÖ Kunstverein, Linz
- 2006: Feuer + Wasser, Galerie OÖ Kunstverein, Linz
- 2007: Im neuem Licht, Galerie Zauner, Linz
- 2007: Lieblingsbilder, Galerie OÖ Kunstverein, Linz
- 2007: Keramik-Preise, Traklhaus Salzburg (Katalog)
- 2007: Studio Artist Show, Studio 207, Chicago, USA
- 2007: Please change your place, Auslandsaufenthalte, Galerie OÖ Kunstverein, Linz
- 2007: Kunstterror, Kunstankäufe der Stadt Linz 2003–2006, Nordico, Museum der Stadt Linz (Katalog)
- 2007: Fest 2007, Kulturhaus Pregarten, Bruckmühle, OÖ
- 2007: blühend, Galerie der Stadt Wels
- 2007: 960° - 1280°, Galerie Berufsvereinigung Bildender Künstler OÖ, Linz
- 2008: Kunstkauf, Linz09 Projekt, Galerie Zauner
- 2008: Sommerloch, Künstlerhaus Wien
- 2008: Biennale de la Céramique, Andenne, Belgien
- 2008: FRG+, Freilichtmuseum Finsterau, Deutschland
- 2009: Kunst Flow Total, Kunststiftung Artemons, Hellmonsödt, OÖ, Linz09 Kulturhauptstadt Europas (Katalog)[6]
- 2009: Formuliert. Konvergenzen von Schrift und Bild, LENTOS Kunstmuseum Linz (Katalog)
- 2009: Kreuzungspunkt Linz. Junge Kunst und Meisterwerke, LENTOS Kunstmuseum, Linz (Katalog)
- 2009: In_keinster_weise_nachhaltig_verortet- Hierarchien im Kunstbetrieb, Galerie BV, Linz[7]
- 2010: Topseller – Geld, Wirtschaft und Freunde, Galerie OÖ Kunstverein, Linz
- 2010: European Ceramic Art, European Ceramic Context 2010, Bornholm Art Museum, DK (Katalog)
- 2010: Salzburger Keramik-Preise, Galerie Traklhaus, Salzburg; Kammerhofmuseum, Gmunden; Sala Terrena, Heiligenkreuzerhof, Wien (Katalog)
- 2010: Believe in doubt, Österreichisches Kulturforum, Bratislava, SK
- 2011: Stahlnaht – Bildsprache – Tonzeichen – Erdbewegung, Galerie Zauner, Linz[8]
- 2012: Lomnice nad Luznice, mit Josef Ramaseder, Tschechien
- 2012: we_marry_cars, gallery onetwentyeight, N.Y., USA
- 2012: Stahlnaht Bildsprache Tonzeichen Erdbewegungen, Galerie Zauner, Linz
- 2012: Two worlds –Different Points of Viewing _ Dua Benua – Sisi Pandagan Berbeza, Bank Negara Malaysia – Museum and Art Gallery, Kuala Lumpur, Malaysia
- 2012: Kunst.Messe.Linz, Landesgalerie Linz, mit Berufsvereinigung der Bildenden KünstlerInnen, Linz
- 2012: Residence Art, Kunstsammlung des Landes Oberösterreich im OÖ Kulturquartier, Linz
- 2012: Sichtweisen, Galerie Zauner, Linz
- 2013: Soziale Goldkristalle-Sog, Galerie Forum Wels
- 2013: Passion for Art, Kunststation Kollmitzberg, NÖ
- 2013: Two worlds – Different Points of Viewing _ Dua Benua – Sisi Pandagan Berbeza, Beranda Art Gallery, Langkawi, Malaysia
- 2014: Strichlinienband, Galerie der Stadt Traun
- 2014: Soziale Goldkristalle-Sog 2.0, Schlossgalerie Steyr
- 2015: minifesta, kristallin23, Atelierhaus Salzamt, Linz
- 2015: Schaufenster / galerie, OÖ Kunstverein, Projekt HÖHENRAUSCH 2015
- 2015: Freudenhaus, Stiftervilla Kirchschlag[9]
- 2016: Minifesta#2, Galerie Suterena, Wien
- 2016: Meine Lieblinge, OÖ Kunstverein, in Kooperation mit dem Landesmuseum OÖ, KUBIN zeitgenössisch
- 2018: Geld in der Kunst, Traklhaus, Salzburg[10][11][12]
- 2018: man stelle sich vor: Stille, Galerie Oberösterreichischer Kunstverein, Linz
- 2019: EINFACH SCHÖN HEUT, Kunsthaus Deutschvilla, Strobl am Wolfgangsee
- 2020: Arno Lehmann Preis für Keramik 2020, Traklhaus, Salzburg[13]

## Auszeichnungen
- 2010: Salzburger Keramikpreis[14][15]
- 2020: Nominierung Arno Lehmann Preis für Keramik[16]